# Michel Larpe
Pour les articles homonymes, voir Larpe.
Michel Larpe (né le 18 décembre 1959 à Angoulême) est un coureur cycliste français. Il est le père de Mickaël Larpe, également cycliste.

## Biographie
Il passe professionnel en 1981 au sein de l'équipe La Redoute-Motobécane, après 77 succès obtenus chez les amateurs. Pour cette première saison à ce niveau, il termine deuxième des Boucles des Flandres, troisième du Tour d'Armorique, sixième du Grand Prix de Rennes et septième de Paris-Camembert. L'année suivante, il remporte la première étape de Paris-Bourges.
En 2013, il reconnait avoir fait des injections d'EPO à son fils et est condamné à un an de prison avec sursis.

## Palmarès
- Amateur
  - 1974-1980 : 77 victoires
- 1976
  - Championnat de Charente
  - 2e du championnat du Poitou
- 1977
  - Championnat de Charente
- 1978
  - Prix Marcel Puymirat
  - 3e de la Route de France
- 1979
  - Championnat de Poitou
  - Tour du Loir-et-Cher
  - Bol d’or des amateurs
  - Trois Jours des Mauges
  - 2e du championnat de France sur route amateurs
  - 3e du Circuit boussaquin
  - 3e du Prix des Vins Nouveaux
  - 3e du Grand Prix des Foires d'Orval
- 1980
  - Paris-Troyes
  - 3e étape de la Route de France
  - 4e étape du Tour de Yougoslavie
  - 3e de Paris-Roubaix amateurs
- 1981
  - 2e des Boucles des Flandres
  - 3e du Tour d'Armorique
- 1982
  - 1re étape de Paris-Bourges
- 1984
  - Ronde du Pays basque
  - Prix Guy Geoffre
  - 2e de Limoges-Saint-Léonard-Limoges
  - 3e du Grand Prix des Fêtes de Cénac-et-Saint-Julien
- 1985
  - Circuit boussaquin
  - Prix Guy Geoffre
  - 4e étape du Tour du Haut-Languedoc
  - Limoges-Saint-Léonard-Limoges
  - Grand Prix d'Oradour-sur-Vayres
  - Route d'Or du Poitou
  - 2e du Prix Albert-Gagnet
  - 3e du Grand Prix des Fêtes de Coux-et-Bigaroque
  - 3e du Critérium de Terrebourg
- 1986
  - Critérium de Terrebourg
  - Ronde du Cognac
  - Grand Prix des Fêtes de Cénac-et-Saint-Julien
  - Grand Prix d'Oradour-sur-Vayres
  - Route d'Or du Poitou
  - 2e du Grand Prix des Fêtes de Coux-et-Bigaroque
  - 3e du Tour du Canton de Dun-le-Palestel
- 1987
  - 3e étape du Circuit des plages vendéennes
  - Tour du Canton de Dun-le-Palestel
  - 2e de la Flèche Charente Limousine
  - 3e du Circuit des plages vendéennes
- 1988
  - Circuit de la Vallée du Bédat
  - Bordeaux-Saintes
  - 3e étape du Challenge des As d'Auvergne
  - 2e du Circuit boussaquin
  - 3e de la Flèche Charente Limousine
- 1989
  - 3e de la Route du Pays basque
- 1991
  - 5e étape des Boucles de Haute-Vienne
  - 3e de la Route d'Or du Poitou
- 1999
  - 3e du Critérium de Terrebourg
- 2000
  - Boucles du Causse corrézien
- 2008
  - Ronde Vouglaisienne
- 2024
  - Champion de Nouvelle-Aquitaine masters